# Harm Wiersma
Harm Wiersma (né le 13 mai 1953 à Leeuwarden en Frise) est un damiste et ancien homme politique néerlandais. Il a en particulier remporté six fois le championnat du monde de dames et a été député à la Seconde Chambre des États généraux de 2002 à 2003.

## Biographie

### Joueur de dames
Wiersma a remporté le championnat des Pays-Bas de dames (en) pour la première fois en 1972 ; il le remportera huit fois au total, obtenant son dernier titre national en 2001. Il remporte le championnat du monde en 1976, puis en 1979, 1981 et 1984. Il a également été champion d'Europe en 1999.
Wiersma détient aussi le record de la partie simultanée la plus longue : 28 heures de jeu face à 251 adversaires le 15 avril 1983,.

### Carrière politique
La carrière politique de Wiersma a été brève et tumultueuse.
Très impressionné par Pim Fortuyn, qu'il a comparé à Desiderius Erasmus, il fait partie des 26 élus de la liste Pim Fortuyn et se spécialise sur les questions liées au sport et à l'Europe de l'Est. Il démissionne de son mandat en 2003 à la suite de difficultés dans sa circonscription.

### Vie privée
Wiersma est marié à une Russe, il a un fils et deux filles.

## Œuvres
- (nl) Dam Miniaturen (1977), livre consacré aux dames.